# Père
Pour les articles homonymes, voir Père (pièce de théâtre), Père (film, 1966) et Olivier Père.
Pour les articles ayant des titres homophones, voir Pere, Pair et Paire.

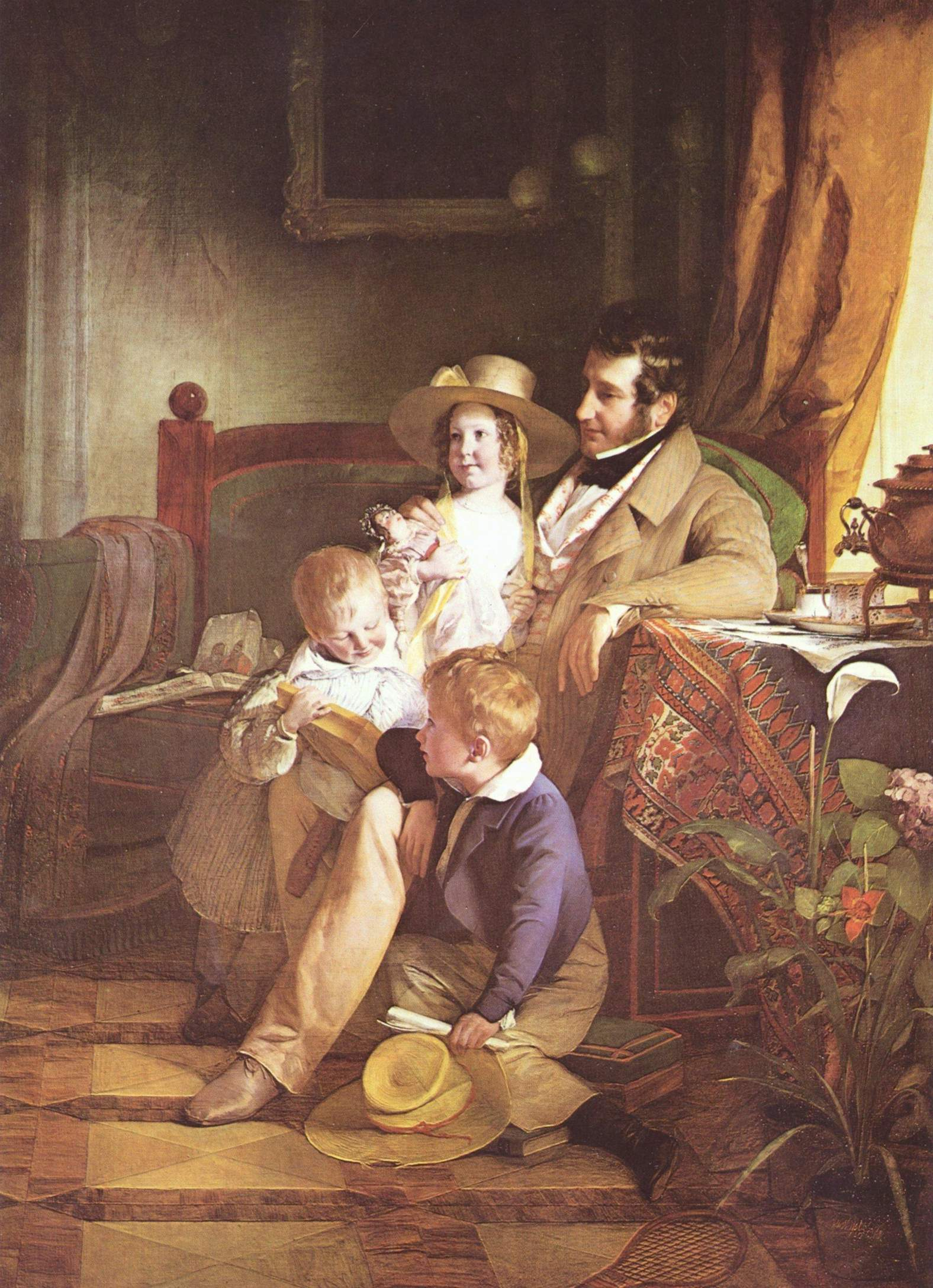
Rudolf von Arthaber, avec sa famille, tableau de Friedrich von Amerling, 1885.

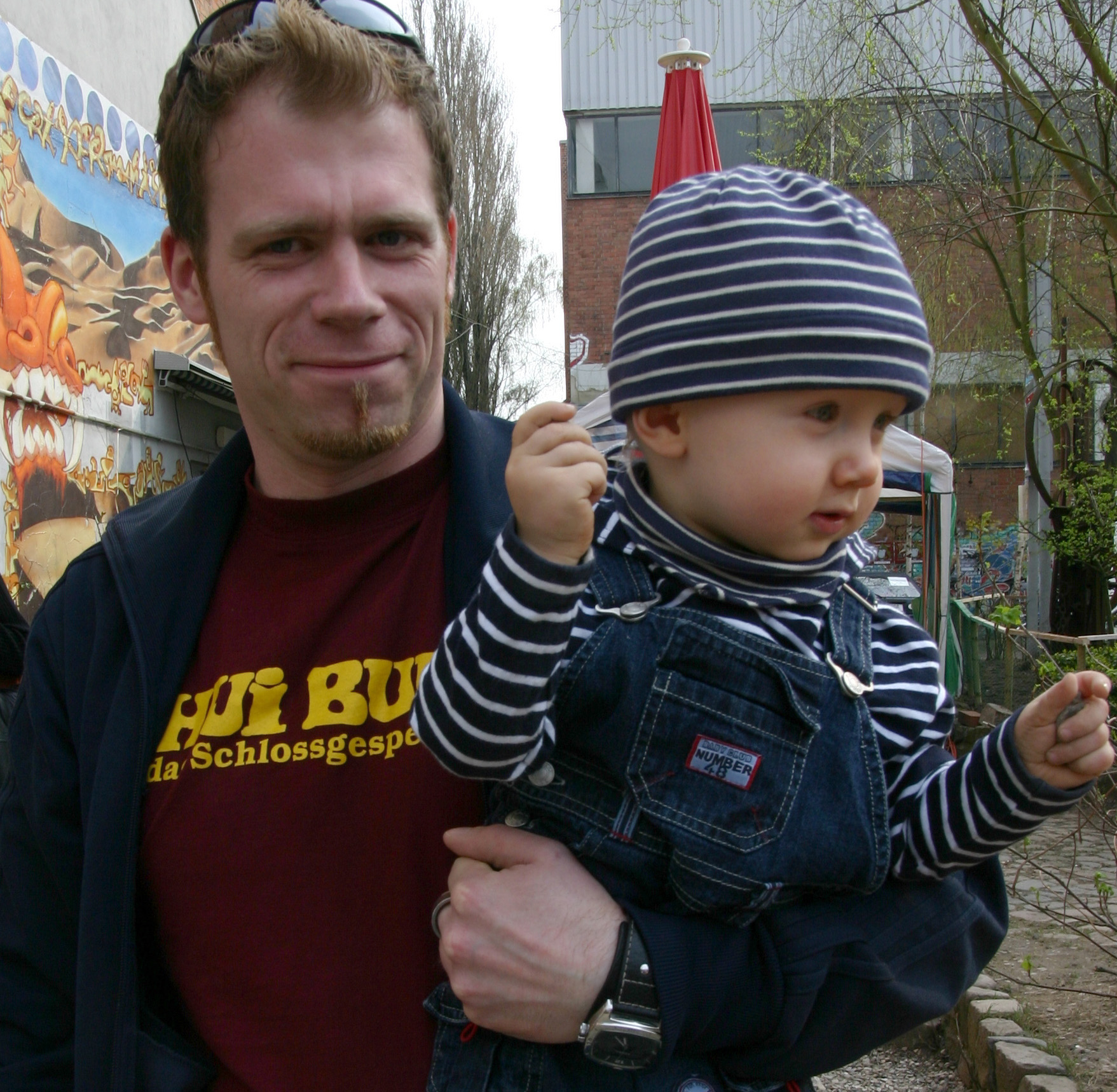
Un père et son fils dans les années 2000.

Le père (du latin pāter) est la figure masculine d'une famille qui a un ou plusieurs enfants et assume le premier degré d'une ligne de parenté ascendante,. Au sens littéral, le substantif père fait référence à la paternité : c'est le parent, biologique ou social, de genre masculin d'un enfant. L'équivalent pour désigner un parent de genre féminin est la mère,.
En français, le mot papa, qui résulte d'une formation enfantine par redoublement vient du latin pappus qui veut dire aïeul. Ce mot dénote une certaine affection et un rôle paternel dans la vie de l'enfant,.

## Père biologique
Le père biologique est également appelé géniteur, progéniteur ou générateur.

## Dans la religion
Généralement, le terme père revêt un caractère religieux, venant des églises chrétienne et juive, étant l'une des épithètes de Dieu. C'est aussi la première personne de la Sainte Trinité et est utilisé pour désigner les prêtres, en fonction de l'origine du mot,.
Il convient de distinguer :
- l'une des personnes de Dieu Trinité (employé avec une majuscule : « le Père ») ;
- un père, civilité employée pour un prêtre catholique ;
- un Père, la majuscule indique un Père de l'Église, c'est-à-dire l'un des auteurs théologiques majeurs des premiers siècles du christianisme ;
- le Saint Père, titre réservé au pape ;
- un père blanc surnom donné à certains prêtres missionnaires habillés en blanc.

## Sens honorifique
Père est aussi une façon d'appeler le cacique d'une tribu Indienne. À l'époque romaine : quand un enfant naissait, on le posait sur le sol ; si le père ne le prenait pas dans ses bras, cela signifiait qu'il ne le reconnaissait pas comme son fils légitime.
Le terme père fut employé dans différents titres historiques :
- Sous la Rome antique, le titre de « Père de la patrie » (Pater Patriae) ;
- En 1506, Louis XII, roi de France, fut proclamé « Père du Peuple » par les États généraux, pour avoir diminué la taille, impôt payé par les roturiers ;
- Le « petit père des peuples » fut le surnom de Joseph Staline.

## Dans la culture

### Fête
La fête des Pères est une fête annuelle célébrée en l'honneur des pères dans de nombreux pays. À cette occasion, les enfants offrent des cadeaux à leur père, des gâteaux, des fleurs ou des objets qu'ils ont confectionnés à l'école ou à la maison. Cette fête est également célébrée par les adultes de tous âges pour honorer leur père.
La date de la fête des Pères varie d'un pays à l'autre, mais la majorité d'entre eux a choisi de la célébrer en juin.

### Œuvres
- Père, film hongrois de István Szabó.
- Père, pièce de théâtre d'Édouard Bourdet.

- Le Père (Florian Zeller)
- Le Père (Guyane)
- Le Père (Maupassant, 1883)
- Le Père (Maupassant, 1887)
- Le Père (Strindberg)
- Le Père (Tchekhov)
- Le Père (film, 1969)
- Le Père (film, 2020)
- Le Père (roman)
- Le Père Amable (Maupassant)
- Le Père Amable (téléfilm)
- Le Père Chopin
- Le Père Desmarets
- Le Père Dowling
- Le Père Duchesne
- Le Père Duchesne (Révolution française)
- Le Père Duchesne (chanson)
- Le Père Duchêne (XIXe siècle)
- Le Père Frimas
- Le Père Goriot
- Le Père Goriot (bande dessinée)
- Le Père Goriot (film, 1921)
- Le Père Goriot (film, 1926)
- Le Père Goriot (film, 1945)
- Le Père Goriot (téléfilm, 1972)
- Le Père Goriot (téléfilm, 2004)
- Le Père Jacques
- Le Père Judas (Maupassant)
- Le Père Lacloche
- Le Père Lampion
- Le Père Lebonnard
- Le Père Milon
- Le Père Milon (recueil)
- Le Père Mongilet
- Le Père Moustache
- Le Père Paul
- Le Père Porcher
- Le Père Serge
- Le Père Serge (film, 1917)
- Le Père Serge (film, 1945)
- Le Père Serge (film, 1978)
- Le Père Tanguy
- Le Père d'Italia
- Le Père de Christine-Alberte
- Le Père de Mademoiselle
- Le Père de Nafi
- Le Père de famille (Diderot)
- Le Père de famille (Goldoni)
- Le Père de famille (nouvelle)
- Le Père de la mariée (film, 1950)
- Le Père de la mariée (film, 1991)
- Le Père de la mariée 2
- Le Père de mes enfants
- Le Père de nos pères
- Le Père du soldat
- Le Père humilié
- Le Père malgré lui
- Le Père peinard
- Le Père prodigue
- Le Père prudent et équitable
- Le Père prématuré
- Le Père tranquille
- Notre Père (Rumba)
- Notre Père (film, 2002)